# Christy Altomare
Christine Altomare, detta Christy (Fairless Hills, 23 giugno 1986), è un'attrice e cantante statunitense, nota soprattutto come interprete di musical a Broadway.

## Biografia
Dopo la laurea in teatro musicale al conservatorio dell'Università di Cincinnati, Christy Altomare ha fatto il suo debutto professionale nel primo tour statunitense del musical Spring Awakening, in cui ricoprì il ruolo della protagonista Wendla per oltre seicento rappresentazioni tra il 2008 e il 2010. Nel 2012 fece il suo debutto newyorchese nel musical Carrie, in scena nell'Off Broadway con Marin Mazzie, in cui interpretava la giovane Sue Snell. Nello stesso anno, Altomare debuttò a Broadway con il musical Mamma Mia!, nel cui cast rimase per un anno interpretando la protagonista Sophie Sheridan. Dall'ottobre del 2014 al gennaio 2015 interpretò Ginevra nel musical Camelot in scena a Chicago, mentre nel 2016 interpretò Anastasia nell'adattamento teatrale dell'omonimo film d'animazione del 1997 a Hartford. Nel 2017, Altomare tornò nel cast del musical quando Anastasia esordì a Broadway e continuò ad interpretare la protagonista per tutti e due gli anni in cui il musical rimase in scena a Broadway, fino al marzo 2019; per la sua interpretazione è stata candidata al Drama Desk Award e all'Outer Critics Circle Award, oltre a vincere il Theatre World Award alla miglior debuttante. Nel giugno 2019 ha recitato nella prima marocchina del musical A Little Night Music in scena a Tangeri per la regia di Rob Ashford e con Mary Beth Peil, già sua collega in Anastasia, nel cast. Nel luglio dello stesso anno recita in una riduzione semiscenica del musical Premio Pulitzer South Pacific ad Aspen.

## Filmografia parziale
- The Big C  - serie TV, 1 episodio (2011)

## Teatrografia
- Spring Awakening, colonna sonora di Duncan Sheik, libretto e testi di Steven Sater, regia di Michael Mayer. Tour statunitense (2008)
- Carrie, colonna sonora di Michael Gore, libretto di Lawrence D. Cohen, testi di Dean Pitchford, regia di Stafford Arima. Lucille Lortel Theatre dell'Off Broadway (2012)
- Mamma Mia!, colonna sonora degli ABBA, libretto di Catherine Johnson, regia di Phyllida Lloyd. Winter Garden Theatre di Broadway (2013)
- Camelot, colonna sonora di Frederick Loewe, libretto di Alan Jay Lerner, regia di Alan Souza. Drury Lane Theatre di Chicago (2014)
- Anastasia, colonna sonora di Stephen Flaherty, libretto di Terrence McNally, testi di Lynn Ahrens, regia di Darko Tresnjak. Hartford Centre di Hatford (2016)
- Anastasia, colonna sonora di Stephen Flaherty, libretto di Terrence McNally, testi di Lynn Ahrens, regia di Darko Tresnjak. Broadhurst Theatre di Broadway (2017)
- A Little Night Music, colonna sonora di Stephen Sondheim, libretto di Hugh Wheeler, regia di Rob Ashford. Gazebo di Tangeri (2019)
- South Pacific, colonna sonora di Richard Rodgers, libretto e testi di Oscar Hammerstein II, regia di Lonny Price. Aspen Music Festival di Aspen (2019)